# Cao-jang
Cao-jang (čínsky pchin-jinem Zǎoyáng, znaky zjednodušené 枣阳, tradiční 棗陽) je městský okres v městské prefektuře Siang-jang na severu provincie Chu-pej, v Čínské lidové republice, hraničící s provincií Che-nan na severu. Při sčítání lidu v roce 2010 zde žilo 1 004 741 obyvatel.

## Geografie a klima
Zaoyang má vlhké subtropické klima s chladnými a relativně suššími zimami a horkými vlhkými léty. Průměrné denní teploty se pohybují od 2,4 °C v lednu do 27,5 °C v červenci, s roční průměrnou teplotou 15,5 °C.